# Plapigella pilosa
Plapigella pilosa är en insektsart som beskrevs av Nielson 1983. Plapigella pilosa ingår i släktet Plapigella och familjen dvärgstritar. Inga underarter finns listade i Catalogue of Life.